# Lista över engångsfigurer i Simpsons
Det här är en lista över viktiga engångsfigurer som förekommit i den amerikanska tecknade komediserien Simpsons.
Adil Hoxha (Tress MacNeille), avsnitt "The Crepes of Wrath".
Adil är en ung spion från Albanien som under namnet Sparrow som var utbytesstudent hos familjen Simpson. En dag följde Adil med Homer till kärnkraftverket där han fotograferade topphemliga områden som han vidarebefordrade till sina chefer. Han har även frågat Homer om han kunde få fram skisser över kärnkraftverket. Då en spaningsgrupp i USA fick reda på detta grep de honom och deporterade honom, mot att USA själva tog emot sin egen spion. Homer har lovat Adil att skicka honom civilförsvarsplaner.
Cecile Shapiro (Yeardley Smith), avsnitt "Bart the Genius".
Cecile är elev på Enriched Learning Center for Gifted Children och har hand om skolans Hamster nr. 1 och nr. 2.
Mr. Bergstrom (Dustin Hoffman), avsnitt ""Lisa's Substitute".
Mr. Bergstrom jobbar som lärarvikarie och blev Lisas nya lärare efter att man misstänkte att hennes vanliga lärare hade borrelia. Han valde att inte följa Ms. Hoovers kursplan och lärde Lisa och hennes klasskamrater att livet är värt att leva. Lisa anser att Mr. Begstrom är den bästa läraren hon någonsin kommer att ha och han håller med henne. När Mr. Bergstrom lämnade Springfield, efter att han fått ett nytt lärarjobb i Capital City mötte han Lisa på järnvägsstationen och gav henne en lapp med påminnelse om vem hon är, en lapp som hon fortfarande har kvar.
Antoine "Tex" O'Hara, avsnitt "Dancin' Homer".
Tex är ägare av basebollaget Isotopes och anställde Homer som lagets nya maskot.
Emily Winthop (Tracey Ullman), avsnitt "Bart's Dog Gets an F".
Emily driver hundskolan Emily Winthrop's Canine College och anser att disciplin är a och o.
Harv Bannister (Harry Shearer), avsnitt "Flaming Moe's.
Harv är vice VD på Tipsy McStagger's Good Time Drinking and Eating Emporium och försökte köpa rättigheterna till Flaming Moe för en miljon dollar men då Homer avslöjade receptets innehåll avbröt han affären i sista stund.
Ronnie Beck (Russi Taylor), avsnitt "Saturdays of Thunder.
Ronnie har tre gånger vunnit ett lådbilsderbymästerskap och är en av Bart Simpsons idoler och var prisutdelare på Springfield Soapbox.
Hans och Fritz, avsnitt "Burns Verkaufen der Kraftwerk".
Hans och Fritz, även kända som John och Frank, ägde var sitt företag i Tyskland som de slog ihop. Tillsammans köpte de Springfields kärnkraftverk för 100 miljoner dollar. Då de upptäckte att upprustningen skulle kosta ytterligare 100 miljoner sålde de kraftverket tillbaka till Mr. Burns för 50 miljoner dollar. De anser att ölen i USA smakar diskvatten och enbart lämpar sig för svin. De talar knackig engelska. Författarna och animatörerna baserade karaktärerna på Sergeant Schultz från TV-showen Hogan's Heroes.
Maria, avsnitt "Mr. Lisa Goes to Washington".
Maria kom till finalen i "Patriots of Tomorrow" och skrev bidraget "Bubble On, O Melting Pot". Hon har blivit mobbad för sin intelligens och är rättstavningsmästare.
Leon Kompowsky (Michael Jackson, Kipp Lennon och Hank Azaria), avsnitt "Stark Raving Dad".
Leon är en frivillig patient på New Bedlam där han träffade Homer Simpson. Han kallas ofta för "fet, vit, mentalpatient" och låtsas vara Michael Jackson. Anledningen till det är att han uppskattar då folk ler mot honom de gånger han förändrar sin röst. Tillsammans med Bart skrev han låten "Happy Birthday Lisa" då han bodde hos familjen Simpsons under en period. Innan han avslöjade sitt riktiga namn trodde Homer att Leon var den riktiga Michael Jackson. Det fanns planer på att Leon skulle återkomma och då spelas av Prince och man skrev ett manus, men han valde att inte medverka.
Mr. Black (Harry Shearer), avsnitt "Kamp Krusty".
Mr. Black hade hand om Camp Krusty och har även arbetat i Euro-Krustyland i 15 år.
Kyle Darren, avsnitt "Marge vs. the Monorail".
Kyle medverkar i TV-serien "Springfield Heights, 90210" och är 34 år.
Amber Dempsey (Lona Williams), avsnitt "Lisa the Beauty Queen"".
Amber var vinnare av "The Little Miss Springfield Beauty Pageant", men fick lämna ifrån sig titeln till Lisa Simpson då hon hamnade på sjukhus. På sjukhuset kröntes hon till "Little Miss Intensive Care". Amber har genomgått en ögonfranstransplantation i Paraguay och har under en och samma vecka vunnit både "Pork Princess och "Little Miss Kosher".
Lyle Lanley (Phil Hartman), avsnitt "Marge vs. the Monorail".
Lyle Lanley hade sålt monorail till Brockway, Ogdenville, North Haverbrook, och fick dessa städer på kartan, senare också Springfield. Han använder undermåligt och gammalt byggnadsmaterial. Lyle Lanley flydde från Springfield precis innan jungfruturen på ett non stop-flyg till Tahiti. Flygplanet mellanlandade av okänd anledning i North Haverbrook, där Lyle Lanley lynchades av stadens invånare.
Brad Goodman (Albert Brooks), avsnittet "Bart's Inner Child".
Brad Goodman medverkar dygnet runt på Channel 77 i Feel Bad Rainbow där han botar alla problem. Han har även medverkat i videokursen Adjusting your self-o-stat. På videokursen berättade Troy McClure om hur han med hjälp av Brad minskat sitt intag av alkohol. Hans föreläsning Inner Child Workshop resulterade i att befolkningen i Springfield gjorde precis som de kände för.
Stacy Lovell (Kathleen Turner), avsnitt "Lisa vs. Malibu Stacy".
Stacy är grundare av dockan Malibu Stacy och sålde 1974 rättigheterna till Petrochem Petrochemical Corp.. Stacy har gift sig fem gånger med Ken, Johnny, Joe, Dr Colossus och Steve Austin. Joe har försökt få tillbaka henne men eftersom Stacy inte ville hotade han med att förstöra hennes hus. Hon framträdde inte offentligt på 20 år utan höll sig gömd i en kopia av Malibu Stacys drömhus tills Lisa kontaktade henne då hon ansåg att dockorna var för sexistiska. Tillsammans tillverkade de dockan Lisa Lejonhjärta.
Molloy (Sam Neill), avsnittet "Homer the Vigilante".
Molloy bor på Retirement Castle och är känd som inbrottstjuven The Springfield Cat Burglar. Han blev upptäckt som The Springfield Cat Burglar av Abraham Simpson efter stölden av världens största zirkon på Springfield museum. Molloy greps av polisen men lyckades rymma under tiden han lurade Springfields invånare att leta efter en större summa pengar. Han har även medverkat i Simpsons Comics #114.
Evan Conover (Phil Hartman), avsnitt "Bart vs. Australia".
Evan jobbar på USA:s utrikesdepartement som statssekreterare för den internationella avdelningen inom barnungar och punkare. Han kontaktade familjen Simpson och erbjöd dem att låta Bart sitta i ungdomsfängelse under fem år, eller åka till Australien för att be om ursäkt efter att han ringt ett BA-samtal till Tobias Drundrige.
Gus (Dan Castellaneta, avsnitt "Bart vs. Australia".
Gus är vän med Bruno Drundrige och kontaktade #Andy då han fick reda på att Bart ringt ett BA-samtal. Han representerar Squatter's Crog i Australiens parlament.
Godfrey Jones (Harry Shearer), avsnitt "Homer Badman".
Godfrey är programledare för TV-programmet Rock Bottom och intervjuade Homer om de sexuella trakasserierna som han blivit anklagad för.
Hugh Parkfield (Mandy Patinkin), avsnittet "Lisa's Wedding".
Hugh Parkfield är född i England och kommer att studera miljö på samma college som Lisa Simpson. Han kommer att förlova sig med henne och gifta sig med henne den 1 augusti 2010. Under bröllopsdagen kommer Lisa att bryta förlovningen då han erkänner för henne att han inte vill träffa hennes familj efter bröllopet och de flyttat till England. Hugh Parkfield gillar Rolling Stones och är vegetarian.
Señor Spielbergo (Hank Azaria), avsnittet "A Star Is Burns".
Spielbergo är den mexikanska Steven Spielberg och är filmregissör. Han regisserade filmen "A Burns For All Seasons" åt Mr. Burns till "Springfield Film Festival" och senare Oscarsgalan.
Avril Ward (Harry Shearer), avsnitt "Bart vs. Australia".
Avril är representant i USA:s ambassad i Australien och kontaktades och hade ansvaret under besöket av familjen Simpson efter att Bart ringt ett BA-samtal till Tobias Drundrige.
Ben, Dean, Erin (Christina Ricci) och Rick, avsnitt "Summer of 4 Ft. 2".
Ben, Erin, Dean och Rick bor i Little Pwagmattasquarmsettport. Då Lisa Simpson semestrade med sin familj i samma stad blev de hennes kompisar trots att de senare upptäckte att hon försökte dölja sina nördigheter, eftersom de valde att acceptera henne som hon är. Lisa lärde dem att bli intresserade av snäckor och berättade för dem varför man inte ska dricka havsvatten. Erin gav Lisa ett vänskapsarmband och hon fick själv halsband av Lisa. Erins mamma brukar bjuda hennes vänner på saft och kakor då de kommer på besök. De är intresserade av Baywatch och att åka skateboard.
Arnie Gumble, avsnitt "Raging Abe Simpson and His Grumbling Grandson in "The Curse of the Flying Hellfish"". Arnie är en av medlemmarna i "Flying Hellfish" och avled i en paradbåt olycka under Veterans Day 1979. Han är far till Barney Gumble.
Goodman, avsnitt "Home Sweet Homediddly-Dum-Doodily". 
Goodman jobbar på Departementet för barnskydd i Springfield och tillsammans med sin arbetskollega besökte de familjen Simpsons efter att Skinner tipsat att något inte stod rätt till i huset. Tillsammans med sin kollega tog de ifrån Homer och Marges barn till familjen Flanders. Håller med sin kollega i familjekursen "Family Skills Class" där olämpliga föräldrar får en chans att återfå sina barn om de klarar kursen.
Lester (Tress MacNeille) och Eliza, avsnitt "The Day the Violence Died".
Lester och Eliza är två syskon som upptäckte att Mr. Zip är ett plagiat på Manic Mailman och kunde därför få Itchy & Scratchy att börja producera nya filmer. De fick också ett av avsnitt tillägnat sig. De har också hjälpt Apu att komma ut ur fängelset efter att han låst ute sig i morgonrocken och hjälpt Krusty att återförenas med sin försvunna fru.
Griff McDonald, avsnitt "Raging Abe Simpson and His Grumbling Grandson in "The Curse of the Flying Hellfish"". Griff är en av medlemmarna i "Flying Hellfish" och avled i en paradbåtolycka under Veterans Day 1979.
MacArthur Parker (Jeff Goldblum) avsnitt "A Fish Called Selma. 
MacArthur jobbar på agentbyrån Representations och har Troy McClure som kund. Under åtta år gav han bra honom juryjobb innan han började ge honom bättre jobb.
Evelyn Peters (Tress MacNeille), avsnitt "Scenes from the Class Struggle in Springfield".
Evelyn gick på Springfield High School, under den perioden gick hon ofta på baler och badade naken. Hon är medlem i Springfield Glen Country Club.
Asa Phelps, avsnitt "Raging Abe Simpson and His Grumbling Grandson in "The Curse of the Flying Hellfish"". Asa är en av medlemmarna i "Flying Hellfish" och är den senaste medlemmen som avlidit. Asa lämnade aldrig Springfield förutom under sin fyra år långa tjänstgöring i andra världskriget och en skolutflykt i High School. Asa jobbade som gjutarlärling på United Strut and Bracing Works tills hans ersattes av en robot.
Hank Scorpio (Albert Brooks), avsnitt "You Only Move Twice".
Hank är ägare av Globex Corporation i Cypress Creek och hatar ordet "jobb". Han har ägt ett domedagsvapen och varit Homer Simpsons chef. Hank begärde guld från FN för att han inte skulle använda vapnet, för att bevisa att han inte bluffade sprängde han 59th Street Bridge. Har dödat Mr Bont och andra personer som försökte stoppa hans planer. Hank gav Dallas Cowboy till Homer som tack för hans arbetsinsats med projektet Arcturus och återfinns finns idag på Springfield Wall of Fame som filantrop. Hank har även medverkat i historierna Sandwiches are Forever och Lisa Goes to Camp i serietidningarna. När man designade honom hade han från början ett annat utseende.
Rex Banner (Dave Thomas), avsnitt "Homer vs. the Eighteenth Amendment".
Rex jobbar för U.S. Treasury i Washington, D.C. och kom till Springfield för att arbeta med stadens alkoholproblem. Han tog tillfälligt över Clancy Wiggums roll som polischef och lyckades få staden att bli torrlagd. När hans uppdrag hade slutförts skickades han hem med hjälp av en katapult. Han är baserad på Elliot Ness från De omutbara.
Belle (Tress MacNeille), avsnitt "Bart After Dark".
Belle är 52 år och äger lusthuset, Masion Derrière. Marge försökte få henne att lämna staden och berättade då för henne att hon är den sjätte generationen i Springfield.
John (John Waters), avsnitt "Homer's Phobia".
John är samlare och driver butiken Cockamamie's i Springfield Mall och är den första öppet homosexuella vännen till Homer Simpson. Han gillar Itchy & Scratchy och har likadana gardiner i sitt eget kök som familjen Simpson. Han har efteråt visat sig som en bakgrundskaraktär.
Frank Ormand (Jack Lemmon), avsnitt "The Twisted World of Marge Simpson".
Frank var ägare av Pretzel Wagon och tyckte att Marge påminde om sitt unga jag. Han dog i en bilolycka tillsammans med sin förvaltare.
Roy (Hank Azaria), avsnitt "The Itchy & Scratchy & Poochie Show".
Roy är en student som var inneboende hos familjen Simpson men delar idag en lägenhet med två sexiga tjejer. Ursprungligen var han planerad till avsnitt Treehouse of Horror (Time and Punishment) som en till medlem i familjen. Han är döpt efter Roy Carvello.
Cooter Cooder (Jim Varney) och Spud Cooder (Tress MacNeille), avsnitt "Bart Carny ".
Cooter och Spud Cooder jobbade som tivoliarbetare i ståndet, Ring o Toss på Colonell Tex's Travelling Carnival. Tivoliståndet var deras bostadsplats. Familjen har varit i tivolibranschen sedan 1620 och flyttade in till Simpsons efter att Homer och Bart fick polisen att beslagta deras stånd. Cooter och Spud lurade sedan bort familjen Simpson för att kunna bosätta sig där. Familjen Simpson fick tillbaka huset efter att de lurat ut Cooter och Spud. Spud har även setts i The Lisa Book.
Ray Patterson (Steve Martin), avsnitt "Trash of the Titans".
Ray arbetade i 16 år som chef för sophanteringen i Springfield, men fick sluta efter en folkomröstning mellan honom och Homer. Efter en ny omröstning fick han förfrågan att återta jobbet efter att Homer fått sparken, men Ray ansåg att det var stadens uppdrag att ordna upp problemen som Homer skapade.
Renee (Helen Hunt), avsnitt "Dumbbell Indemnity".
Renee jobbar i ett stånd som säljer blommor och gav Moe Szyslak ett par blommor då hon tyckte synd om honom. De fortsatte att träffas och blev ett par. Då Moe Szyslak spenderade alla sina pengar på henne fick han en stor skuld och bestämde sig för att tillsammans med Homer Simpson utföra ett försäkringsbedrägeri. Bedrägeriet gav Moe Szyslak en stor summa pengar som han spenderade på en resa till Hawaii med Renee. Då Renee fick reda på vad som hänt lämnade hon honom då han planerade sätta eld på sin bar. Förnamnet härstammar från frun till författaren för avsnittet.
Walter Seymour Skinner (Martin Sheen), avsnitt "The Principal and the Pauper". Seymour är son till Agnes Skinner och Sheldon Skinner och föddes i Springfield. Han hade som dröm att bli rektor på en grundskola och var sergeant åt Armin Tamzarian under Vietnamkriget. Under kriget befann han sig mitt i en explosion och eftersom han inte återfanns antog man att han avlidit. I själva verket tillfångatogs han och hamnade i ett hemligt P.O.W.-läger. 1977 såldes han som slav till Kina och tillverkade skor under pistolhot i en tröjaffär i Boo-Haun. Seymour återvände till Springfield, en vecka efter att FN stängt fabriken.
När Seymour återvände fick han reda på att Armin Tamzarian tagit över hans liv i Springfield.  När han återvände flyttade han in till sin mor efter att Armin Tamzarian flyttat ut och blev ny rektor på Springfield Elementary. Agnes uppskattade inte hans livsstil och övertalade Armin Tamzarian att återvända hem till henne. Seymour skickades ofrivilligt iväg från Springfield med tåget och Roy Snyder gav Armin Tamzarian namnet Seymour Skinner och hela hans bakgrund.
Kapten Tenille (Rod Steiger), avsnitt "Simpson Tide.
Tenille jobbar som kapten på reserven för USA:s atomubåtsflotta. Han befordrade Homer då han uppskattade hans dumhet, eftersom han misstolkade det som humor. Under ett övningsuppdrag var han tvungen att gå in till torpederna och tilldelade Homer rollen som kapten. Homer sköt ut Tenille ur ubåten efter att han avfyrat torpederna samtidigt som Tenille var kvar i båtens torpeder. Han anser att Homer är som sonen han aldrig fick, och Homer anser att han är som sin far som han aldrig besöker.
Red Barclay (Hank Azaria), avsnitt "Maximum Homerdrive".
Red jobbade som lastbilschaufför i 38 år innan han avled under ett besök på restaurangen The Slaughterhouse där han tävlade mot Homer Simpson i en ätartävling. Dr Hibbert anser att han avled av matförgiftning från någon annan restaurang. Han är tillsammans med Tony Randall den enda som lyckats äta restaurangens 27 kg stora stek. Efter att han avled bestämde sig Homer för att slutföra hans sista leverans.
Wally Kogen (Fred Willard), avsnitt "Sunday, Cruddy Sunday".
Wally Wally är ägare för resebyrån Springfield Travel och anser sig vara lättlurad. Han har köpt falska biljetter till Superbowl och blev en gång lurad till att köpa ett helt paket då han besökt en bilfirma efter att han kom över för att få låna telefonen. Han träffade Homer första gången i ett pyramidspel. Homer arbetade senare som hans medhjälpare då han anordnade en resa till Superbowl. Han är bekant till Dolly Parton. Namnet kommer från författarna Jay Kogen och Wallace Wolodarsky.
Trent Steele (Hank Azaria), avsnitt "Homer to the Max".
Trent blev vän med Homer Simpson efter att han bytt namn till "Max Power" efter att de båda träffade på varandra i varuhuset Costingtons. Han gillar thaimat och älskar personer som kan skämta om sig själv. Han bjöd ut hela Powers familj till en trädgårdsfest där han med resten av eliten i Springfield genomförde en protest mot fällning av redwoodträd.
Astrid Weller (Isabella Rossellini), avsnitt "Mom and Pop Art".
Astrid kontaktade Homer Simpson efter att ett släp med ett av hans "konstverk" krockade med hennes bil. Hon uppskattade hans konst, en förstörd grill och anordnade två vernissager åt honom varav den ena uppskattades. Hon berättade för Homer att han blev en officiell konstnär när han sålde ett av sin verk till Mr. Burns. Hon gillade inte hans andra vernissage då hans nya konstverk liknade det gamla. Hon uppskattade Homer igen efter att han fyllt Springfields gator med vatten för att få staden att likna Venedig.
Wink (George Takei), avsnitt "Thirty Minutes Over Tokyo".
Wink bor i Japan där han leder den engelskspråkiga TV-showen "Happy Smile Super Challenge Family Wish Show". Homer Simpson anser att han är grym.
Ack och Kotoctoc, avsnitt "Missionary: Impossible".
Ack och Kotoctoc bor i Mikronesien och blev förälskade i Amy och Craig. De kan lite engelska och blev vänner med Homer då han var missionär.
Amy och Craig, avsnitt "Missionary: Impossible".
Amy och Craig var missionärer på en ö i Mikronesien där de lärde invånarna en del engelska och drev med deras religion. De började även bygga en brunn och ett kapell.
Becky (Parker Posey), avsnitt "It's A Mad, Mad, Mad, Mad, Marge".
Becky var Ottos flickvän och de var förlovade men på bröllopsdagen bröt hon förlovningen då Cyanide var deras bröllopsband. Hon jobbar på Der Krazv Kraut och hatar heavy metal. Efter att hon bröt förlovningen flyttade hon till familjen Simpson och försökte döda Marge Simpson men gav då upp butiken som sålde spadar (som hon skulle använda för att begrava Marge) hade fem sorter. Hon flyttade senare till en egen lägenhet.
Cornelius Chapman (Dan Castellaneta), avsnitt "The Mansion Family".
Cornelius dog vid 108 års ålder då han skulle mottaga priset som Springfields äldsta invånare på Springfield Pride Award. Han dog då han fick en kyss på kinden av Britney Spears. Han byggde Springfields första timmerstuga, införde tandborsten och hade varit Springfields enda basketspelare. Han hjälpte även invånarna att ta livet av sig under 1929. De skulle hoppa ut genom fönstren.
Lisa, Jr. (Yeardley Smith), avsnitt "Missionary: Impossible".
'Lisa, Jr. är smeknamnet som Homer gav till Oovilu-Eeoo-Kitana-Wanjay. Lisa, Jr. bor i Mikronesien och hon och Homer befann sig i kapellets kyrktorn på ön då det kollapsade.
Anton Lubchenko (Dan Castellaneta), avsnitt "Faith Off".
Anton spelar amerikansk fotboll i laget Springfield U. I ett derby bröt han benet men valde att fortsätta spela vilket resulterade i att högerbenet lossnade från kroppen och att han avgjorde derbyt. Anton har utbildning i kommunikation. Enligt dekanus Peterson är han helamerikansk, men han har själv påstått att han har ett annat hemland.
Mimi (Tress MacNeille), avsnitt "Guess Who's Coming to Criticize Dinner?".
Mimi var matrecensent på Springfield Shopper och gift med redaktören. På hennes pensioneringsdag bjöds hon på en middag där hon ansåg att både pizzan och glasstårtan inte höll måttet.
Mindy (Tress MacNeille), J.P. (Harry Shearer) och Emil, avsnitt "E-I-E-I-(Annoyed Grunt)".
Mindy, J.P. och Emil jobbar för Larmie Cigarette och försökte få familjen Simpsons att sälja rättigheterna för Tomacco till dem för 150 miljoner dollar. Homer tror att Emil är kär i Mindy. Efter att Mindy fick tag i den sista krukan med Tomacco åkte de iväg med en helikopter som efter några minuter kraschade. Namnen på två av karaktärerna kommer från två av cheferna för Fox, Mindy Schultheis och Emile Levisetti.
Meathook (John Goodman), avsnitt "Take My Wife, Sleaze".
Meathook är ledare för Hells Angels och bor i Bakersfield. Tillsammans med sitt gäng slaggade han hos familjen Simpsons. Han har en gång dödat människor i Oakland för våfflor och kan tänka sig att göra det igen. För att få sin tröja att bli ren brukar han slå den och skrika. Efter att hans gäng kidnappat Marge fick han tips av henne hur man uppför sig och söker jobb. Han tävlade med Homer om att få behålla Marge i dödscirkeln och planerade ta hans plånbok om Homer förlorade. Efter att han lämnade Crystal Lake lovade han Marge att han skulle posta sitt CV i nästa stad.
Ramrod (Henry Winkler), avsnitt "Take My Wife, Sleaze".
Ramrod är medlem i Hells Angels och Marge trodde att han sexuellt intresserad av henne. Ramrod tycker att Marges våfflor är bättre än maten han äter från soporna. Han har en gång drömt att han var i en trädgård och dödade affärsinnehavaren. Efter att hans gäng kidnappat Marge fick han tips av henne hur man uppför sig och söker jobb. Efter att han lämnade Crystal Lake lovade han Marge att han skulle posta sitt CV i nästa stad.
Vicki Valentine (Tress MacNeille), avsnitt ""Last Tap Dance in Springfield".
Little Vicki är steppdansare och stjärna i filmerna "Little Vicki For President", "Little Vicki Vs. Big Rhonda" och "Hell Hath No Little Vicki". Hon anser har hjälpte USA ut ur depressionen och hade medverkat i 43 filmer vid 8 års ålder. Driver idag Lil' Vicki Valentine's School. 
Velma, avsnitt "Kill the Alligator and Run".
Velma äger kaféet Diner och gillar personer som ärliga, tysta och har en bestämd attityd. Hon uppfostrade tre telningar, tre krabater och en bebis i en husvagn. Hon dömer ingen och ser alla som syndare. Hon uppskattar de som stjäl hennes husvagn.
Jack Crowley (Michael Keaton), avsnitt "Pokey Mom".
Jack är en judisk fånge på Waterville State Penitentiary och deltog i deras rodeoshow. Marge blev förälskad i honom då hon upptäckte att han hade en passion för konst. Han hamnade i fängelset för tredje gången efter att han en gång sköt Apu, men är en snäll brottsling eftersom han väntade den gång till ambulansen kom innan han flydde. Han blev villkorlig frigiven under överseende av Marge, efter att hon övertalat juryn. Han flyttade då in till familjens källare och Marge övertygade Seymour Skinner om att anställa honom som konstnär för en målning till skolväggen. Jack Crowley blev efterlyst av polisen, eftersom Seymour inte uppskattade hans teckning, och han hade satte eld på skolan men lurade först Marge att få henne tro att han inte gjorde det. Då Marge försökte hjälpa honom fly från polisen såg hon på när han tände på Seymours bil och insåg att hon blev lurad.
Diablo, avsnitt "The Great Money Caper".  
Diablo är en illusionist som uppträder på Magic Palce där han fick en tiger att sväva och förvandlade Marge till en grupp med apor.
Mia Farrow (Tress MacNeille), avsnitt "Insane Clown Poppy".
Mia är mor till Sophie och hatar clowner sedan Krusty både gjort henne gravid under Gulfkriget och hindrat henne från att döda Saddam Hussein. Under kriget dödade hon 32 fiender.
Jesse Grass (Joshua Jackson), avsnitt "Lisa the Tree Hugger".
Jesse är ordförande i protestgruppen Dirt First och greps efter att han utklädd till en ko protesterade på taket till Krusty Burger. Jesse lärde sig yoga innan det blev populärt och är vegan av femte graden. I fickan har han en kompost och klippte av sin favorithårlock då han trodde att Lisa var död. Fick Springfields elektriska stol att drivas av solceller. Jesse Grass namngavs efter Matt Selmans bror, Jesse Selman och hans bluegrassband, "Grass".
Kitenge (Hank Azaria), avsnitt "Simpson Safari".
Kitenge är president i "Pepsi presenterar New Zansibar" och jobbade tidigare som safariguide.
Muntu, avsnitt "Simpson Safari".
Muntu var president i "Pepsi presenterar New Zansibar" där han arbetade med att bygga flera sportarenor. Han tog makten efter en nertystad oblodig kupp. Idag är han steward.
Number 6 (Patrick McGoohan), 12 och 27, avsnitt "The Computer Wore Menace Shoes".
Number 6, 12 och 27 bor på "The Island" eftersom de vet för mycket. Number 6 har tre gånger försökt fly genom att bygga en båt men någon annan har rymt från "The Island" med båten. Hans tredje båt är gjord av toapapper, tandpetare, plastgafflar, sårskorpor och dynamit och snoddes av Homer (Number 5). Number 6 fastnade på ön efter att han uppfann den bottenlösa jordnötspåsen. Number 12 vet hemligheten bakom "Tic-Tack" och Number 27 kan göra bensin av vatten.
Thelonious (Frankie Muniz), avsnitt "Trilogy of Error".
Thelonious är elev på West Springfield Elementary School och har inga elever. När Lisa blev skjutsad till hans skola istället för sin egen träffades de och de blev kära i varandra. Thelonious tog adjö av Lisa då han inte vill att hans kärlek offrar skolan för romantiken. Han tror att de träffas igen först på High school.
Löjtnant L.T. Smash, avsnitt "New Kids on the Blecch".
L.T. Smash var ledare för flottansprojektet "Pojkband" och anlitade Milhouse, Bart, Nelson och Ralph för att bilda bandet "Party Poess" som användes för att få rekryter till flottan. Då han fick reda på att flottan skrotat projektet efter att de fått tag i en framtida upplaga av Mad Magazine förstörde han deras huvudkontor i New York med hjälp av missiler. Han bär peruk och har en tatuering från flottan på armen och på bröstet med texten "I Love The Navy" (Jag älskar flottan).
Buck McCoy (Dennis Weaver), avsnitt "The Lastest Gun in the West".
Buck är 76 år och gammal filmstjärna. Han har bland annat medverkat i filmerna Wyatt Earp Meets The Mummy, Six Birdes for Seven Brothers och McTrigger. På 1950-talet medverkade han i en TV-serie som sände 360 avsnitt under sitt enda år. Under sin karriär hade han fanklubben Junior Buckaroo. Idag är han pensionerad och alkoholist. Han har medverkat i ett avsnitt av Krusty the Clown Show där han sköt Krusty i magen då han var berusad under sändningen. Buck är Barts hjälte och fångade rånarna på National Bank of Springfield. Buck hoppade av skolan efter fjärde årskursen och äger hästen Frank.
Ronaldo (Tress MacNeille), avsnitt "Blame it on Lisa".
Ronaldo var Lisas fadderbarn som hon donerade pengar till. Rolando köpte ett par sambaskor och en dörr till barnhemmet han bodde på. Ronaldo blev rik då han började jobba som Flamenco Flamingo på TV-programmet Teleboobies.
Seamus (Hank Azaria, avsnitt "I Am Furious (Yellow)".
Seamus jobbade som vaktmästare tillsammans med Willie på Springfield Elementary innan han fick sparken. De är varandras fiender.
Tina (Tress MacNeille, avsnitt ""Little Girl in the Big Ten".
Tina är elev på Springfield University och läser böcker av Thomas Pynchon. Hennes bästa vän är Carrie och blev vän med Lisa då hon trodde att hon gick på college. På fritiden tränar hon gymnastik på Lugashs Gym.
Zack, avsnitt "The Old Man and the Key".
Zack bor på Springfield Retirement Castle och är populär bland tjejerna där eftersom han har en minivan med rullstolslift.
Zelda, (Olympia Dukakis), avsnitt "The Old Man and the Key".
Zelda bor på Springfield Retirement Castle efter att Stamson avled och hon fick möjligheten att flytta in. Zelda blev kär i rumskamraten Zack eftersom han har körkort och bil. Då Abraham fick tillbaka sitt körkort började hon umgås med honom istället men då han inte hade någon bil började Zelda umgås med Zack igen. Zelda är utpekad som en slampa av Abraham, Homer, Marge och Charo.
Dexter Colt (Hank Azaria), avsnitt "The Dad Who Knew Too Little".
Dexter är privatdetektiv och har haft Moe Szyslak, Carl Carlson och Homer Simpson som kunder. När Homer vägrade betala hans dyra utgifter försökte han sätta dit Lisa Simpson för utsläppen av djuren på Screaming Monkey Medical Research Center. Han är duktig på att baka och har vunnit en pajtävling.
Frank Grimes, Jr. (Hank Azaria), avsnitt "Great Louse Detective".
Frank Grimes, Jr. är son till Frank Grimes och försökte hämnas på sin faders död. I avsnittet utses Homer för ett antal mordförsök och genom Sideshow Bob lyckas de får reda på vem som är den skyldiga. Jobbar som bilmekaniker och har senare syns i serietidningen Simpsons Comic #125.
Sara Sloane (Marisa Tomei), avsnitt "A Star is Born Again".
Sara är en filmstjärna som kom till Springfield för att spela in filmen " The Zookeeper's Wife" för Polystar Pictures. Hon har tidigare medverkat i "Honey, I Scotch Guard'ed the Kids", "My Best Friend's Gay Bay" och Sleeping With Pinocchio. Hon är vänsterhänt och började dejta Ned efter att hon träffat honom i hans butik. Hon växte upp i en kristen familj och har dejtat Adrian Zmed, Ben Affleck och Rainer Wolfcastle. Hon bestämde sig för att stanna i Springfield efter att Ned inte ville följa med henne till Hollywood. De slutade dejta efter att hon fick reda på att Ned ville vänta med sexet tills att de gifte sig. Hon gifte sig då med Bob Balaban, och skilde sig tre timmar senare.
Clara Stetson (Tress MacNeille) och Luke Stetson (Jonathan Taylor Thomas), avsnitt "Dude Where's My Ranch".
Luke är 13 år och är intresserad av miljö och spelar gitarr. Han bor med sin syster Clara vid Lazy I Ranch, efter att ha tidigare bott i Central Park West. De lämnade Central Park West eftersom de upptäckte att alla där är elaka för få någon annan att gilla en, något som Lisa gjorde efter att hon blivit förälskad i Luke men trodde att Clara var hennes flickvän.
Horace Wilcox, avsnitt "Mr. Spritz Goes to Washington".
Horace blev 1933 vald till Springfields kongressledamot för republikerna, en post som att han hade tills han dog och ersattes då av Krusty.
Abigail "Abbie" Winston (Dan Castellaneta) och Edwina Winston (Jane Leeves) avsnitt "The Regina Monologues". 
'Abbie är dotter till Edwina som Abraham Simpson umgicks med under tiden han var stationerad i England under andra världskriget. Omkring nio månader efter de slutade umgås föddes Abbie, fadern är okänd, men misstänks med historien vara Abraham vilket skulle göra Homer Simpson till hennes halvbror.
Grant Conner (Charles Napier) avsnitt "The Fat and the Furriest".
'Grant är en jägare som ofta blandar ihop sin videokamera med sitt gevär. Detta resulterade en gång i en tragisk olycka under ett bröllop. Han filmade när Homer Simpson blev attackerad av en björn på soptippen. 
Randall Curtis (Hank Azaria), "Co-Dependent's Day.
Randall är skapare av sci-fiction dramat "Cosmic Wars" där han även gör rösten till rollfiguren Jim-Jam Bonks. Han bor på Cosmic Wars Ranch och bryr sig numera mer om att tjäna pengar än att göra bra filmer.
Roofi (Hank Azaria), avsnitt "Marge vs. Singles, Seniors, Childless Couples and Teens, and Gays".
Roofi är en musiker som uppträder för småbarn och har en egen TV-show. Roofi är Maggies favoritartist men hans musik hatas av resten av familjen förut om av Marge Simpson.
Goose Gladwell (Hank Azaria), avsnitt "Fat Man and Little Boy".
Goose är ägare av Goose's Gags and Gifts. Han har Blue-haired Lawyer som advokat och började marknadsföra en kollektion av tröjor, tryckta med uttryck av Bart Simpson. Goose har själv sagt att han blev galen då han var en av de gröna baskrarna i Vietnamkriget. Efter att han sålde rättigheterna för tröjorna till Disney behövde han inte betala Bart längre. Homer Simpson lyckades övertala honom att ge honom en del av vinsten efter att han hotat spränga hans butik i luften.
Howell Huser (Karl Weidergott), avsnitt "There's Something About Marrying".
Howell Huser är reporter för resereportagen i Soft-News channel. Då han besökte Springfield blev han guidad av Milhouse och Bart. De skämtade med honom hela tiden och han gav staden det lägsta han någonsin givit någon stad, 6 av 10 i betyg. Han var alltid glad i 47 år tills han besökte Springfield,
Jenda (Amy Poehler), avsnitt "Future-Drama".
Jenda kommer att bli Barts flickvän då han går ut Springfield High School. Precis innan examen lämnar Jenda, Bart efter att hon insett att hon vuxit ifrån honom. De blev ett par igen efter att Bart tagit emot ett stipendium från Mr. Burns så att han kan börja på Yale University istället för Lisa. Då Bart fick reda på hur framtiden kommer att se ut om Lisa blir ihop med Milhouse och inte kan gå på Yale bestämde han sig för att rädda Lisas framtid vilket resulterade i att Jenda lämnade honom för gott.
Ray Magini (Ray Romano), avsnitt "Don't Fear the Roofer".
Ray är en takläggare som Homer träffade på barnen, Knockers. Han lovade honom att han skulle laga hans tak, men hann vid varje besök inte arbeta länge. Eftersom nästan inget arbete gjordes och ingen av Homers vänner och familj såg honom trodde man att Homer inbillade sig att han fanns. Senare framkom det att Homer inte inbillat sig. Detta framkom efter att han hamnat på mentalsjukhuset Calmwood Mental Hospital.
Johhny "Cameron" Rainboy, avsnitt "A Star Is Torn".
Cameron deltog i musiktävlingen "Krusty Talent Show" där han tillsammans med Lisa tog sig till finalen. Inför finalen blev Homer hans coach och fick uppdraget att skriva hans finallåt. Cameron förlorade sedan finalen eftersom finallåten inte gick hem hos publiken eftersom han där skröt om sig själv.
Chloe Talbot (Kim Cattrall), avsnitt "The Regina Monologues". 
Chloe är en journalist som var vän med Marge då de gick på Springfield High School. Hon har en gång vunnit ett Peabody Award och skrivit en artikel för Harper's Magazine. Hon jobbar idag på Global News Network där hon är värd för programmet The Talbot Report. Chloe har under sitt liv dejtat Bill Clinton, Arnold Schwarzenegger och Barney Gumble.
Fader Sean (Liam Neeson), avsnitt "The Father, the Son, and the Holy Guest Star:
Fader Sean är katolik och jobbar på St. Jerome's Catholic School. Som liten var fader Sean en buspojke och efter att han haft en fight med sin pappa, träffade han Petrus och bestämde sig för att bli en bättre människa. Fader Sean lärde Bart och Homer om hur det är att leva som katoliker och försökte få dem att konvertera. Om inte han lyckades skulle han själv anse sig som den värsta prästen förutom en annan.
Tab Spangler (Albert Brooks), avsnitt "The Heartbroke Kid".
Tab driver det dyra träningslägret Serenity Ranch. Han försöker se yngre ut än han egentligen är och Tab är ofta ilsken.
Clarice Drummond (Tress MacNeille), avsnitt "The Monkey Suit".
Clarice var Lisa Simpsons advokat då hon försökte få stadens utbildningar att sluta lära ut kreationsteorin efter att man upphört att undervisa kreationsteorin. Clarice bor i New York.
Dr. Egoyan (Hank Azaria), avsnitt "Million Dollar Abie".
Dr. Egoyan är en läkare som hjälper äldre att ta livet av sig. Efter att man infört förbud mot dödshjälp så lovade Dr. Egoyan att han skulle döda Clancy, Eddie och Lou när lagen ändrades tillbaka.
Mason Fairbanks (Michael York), avsnitt "Homer's Paternity Coot".
Mason är en pensionerad brittisk badvakt som bor i Springfield. I hemlighet dejtade Mona honom och Mason misstänkte att Homer var hans son. Efter ett Homer upptäckte ett brev som Mason skrev till Mona som aldrig levererades träffade han Mason och de gjorde ett DNA-test som bevisade att Abraham Simpson är hans biologiska far. På fritiden letar Mason efter försvunna skatter i havet och åker runt i lyxjakten "The Son I Never Knew".
Ben Heathbar (Tress MacNeille), Charles Heathbar (Ricky Gervais), och Verity Heathbar (Tress MacNeille), avsnitt "Homer Simpson, This Is Your Wife".
Familjen Heathbar medverkade i dokusåpan, "Mother Flippers" där frun Verity flyttade in hos familjen Simpson medan Marge flyttade in till Charles och styvsonen Ben. Charles jobbar som kontorschef och blev intresserad av Marge under tiden som hon var hos familjen. Under tiden blev Verity intresserad av Patty Bouvier då även hon hatar Homer och bestämde sig för att lämna Charles samtidigt som han bestämde sig för att lämna henne. Ben studerar kinesiska och hans far är antingen Veritys förre älskare eller poolskötaren.
Kavi (Hank Azaria), avsnitt "Kiss Kiss Bang Bangalore.
Kavi är kusin till Apu Nahasapeemapetilon och bor i Bangalore. Kavi hjälpte Homer när han var chef över Springfields kärnkraftverk under perioden som de hade sin verksamhet i staden. Han jobbar som telefonsupport åt flera amerikanska företag.
Juliana Krellner (Tress MacNeille), avsnitt "Girls Just Want to Have Sums".
Juliana är en berömd regissör och har regisserat Itchy & Scratchy-musikalen. Hon är en gammal elev på Springfield Elementary School och fick högsta betyg förutom i matematik.
Buck Mitchell (Hank Azaria) och Tabitha Vixx (Mandy Moore, avsnitt "Marge and Homer Turn a Couple Play".
Buck är den bästa spelaren i basebollaget Isoptopes och är ihop med sångerskan Tabitha. Buck och Tabitha relation är inte världens bästa efter att Buck försöker få Tabitha få henne att sluta med sångkarriären. Efter att Buck sett Homer och Marge kyssas på kysskameran kontaktade han dem för att få ett bättre äktenskap. 
Homer och Marge lyckas få Buck och Tabitha att bli mera romantiska men efter att Homer gett Tabitha massage så missuppfattar Buck vad som hänt och tror att de har gjort "det" och deras äktenskap förstörs igen och Buck blir en av lagets sämsta spelare. Homer kapar då ett luftskepp under en match som innehåller ett kärleksmeddelande till Buck från Tabitha som Homer skrivit helt själv. Efter att luftskeppet kraschat tror Buck att Tabitah dött i tron att hon var där inne. Då Buck förstår att kärleksmeddelandet var falskt så blir han ursinnig men stoppas av Tabitah som erkänner att hon fortfarande han känslor för honom och de blir ett par igen.
Cyrus Simpson (Hank Azaria), avsnitt "Simpsons Christmas Stories".
Cyrus är storebror till Abraham Simpson och försvann under andra världskriget efter att han flygplan blivit nerskjutet. Cyrus hamnade på Tahiti där han stannade och har 15 fruar. Cyrus träffade Abraham igen först flera år efter att han försvann.
Caleb Thorn (Alec Baldwin), avsnitt "Bonfire of the Manatees".
Caleb är en marinbiolog som är intresserad av sirendjur och lärde Marge hur man umgås med djuren efter att hon en gång lämnade familjen. Han försöker rädda som många han kan och äter upp de han inte lyckas rädda. Anses av andra i avsnittet var en kärv karl och har dejtat en tjej som heter Miranda.
Stanley och Tammy (Lily Tomlin), avsnitt "The Last of the Red Hat Mamas".
Stanley och Tammy är ett par och deras hem är högkvarter för klubben "Cheery Red Tomatoes". Tammy är rödhårig eftersom hon färgar det och bjöd in Marge som medlem till klubben.
Darcy (Natalie Portman), avsnitt "Little Big Girl".
Darcy är en femtonårig tjej som bor i North Haverbrook och började dejta Bart efter att han fått körkort, i hopp om att han ville gifta sig med henne då hon blivit gravid med en norsk utbytesstudent och inte ville bli ensamstående. Då Darcy fick reda på att Bart bara är tio år åkte de till Utah för att gifta sig men bröllopet förhindrades i sista stund av Barts och Darcys föräldrar. Darcys mamma berättade då för henne att hon också är gravid och hennes familj bestämde sig då för att lura grannarna att tro att barnen är tvillingar.
Michael D'Amico (Tress MacNeille), avsnitt "The Mook, the Chef, the Wife and Her Homer".
Michael är son till Fat Tony och elev på Springfield Elementary School. Michael blev först respekterad då det kom fram att han var son till Fat Tony och var blyg innan dess. Då det kom fram till att hans dröm är att bli kock istället för att ta hand om firman blev han utskrattad. Efter att Fat Tony blivit skadad i ett skottdrama fick han ta över verksamheten för en period och var nära att sälja firman till familjen Calabresi men affären avbröts efter att de blivit matförgiftade av maten som Michael gjort. 
Enrico Irritazio (Jon Lovitz), avsnitt "Homerazzi".
Enrico är världens bästa paparazzifotograf och fick i uppdrag av kändisarna i Springfield att ta bilder på Homer Simpson efter att han själv tagit bilder på kändisarna.
Marbles (Hank Azaria) och Skinny (Harry Shearer), avsnitt "Jazzy and the Pussycats".
Marbles och Skinny är två jazzlegender. Skinny var förut gift med Marbles syster men är inte det längre eftersom hon är död. Bart anslöt sig till deras band under smeknamnet "Tic Tock" efter att de hört honom spela trummor på baren Jazzy Goodtimes. Då Lisa fick reda på vad som hänt blev hon förkrossad och började ta hand om hemlösa djur. Ett av djuren som Lisa tog hand om var en tiger som bet Bart så han inte kunde spela längre. Marbles och Skinny bestämde sig då för att anordna en välgörenhetskonsert för att Barts arm skulle kunna opereras så han skulle kunna börja spela igen. Efter att välgörenhetskonserten avslutades bestämde sig Bart istället för att skänka pengarna till ett nytt djurhem för Lisas hemlösa djur. Då Marbles och Skinny hörde vad Bart tänkte göra med pengarna bestämde sig för att göra en ny välgörenhetskonsert för att okänt ändamål.
Stacey Swanson (Meg Ryan), avsnitt "Yokel Chords".
Stacey är den psykiatriker som träffade Bart Simpson efter att han berättat en spökhistoria om Dark Stanley för sina skolkompisar. Stacey fick bra kontakt med Bart och Marge bestämde sig för att spendera sina besparningar på att de skulle få träffas en sista gång efter att skolan slutat betala för läkarbesöken. Förutom Bart har Stacey också haft Milhouse och Apu och Snake som kunder. Efter det sista mötet besökte Stacey en psykolog för att få tala ut om Bart och det kom fram då att hon haft en son som dödades av Dark Stanley.
Stefane August, avsnitt "That 90s Show".
Stefane härstammar från indianerna och är professor på Springfield University där han var magister till Marge. Stefane blev kär i Marge och fick henne att lämna Homer. Stefane är den enda mannen förutom Homer som kysst henne, men då Marge insåg att hon saknar Homer och han fortfarande älskar henne gick hon tillbaka till honom. Stefane anser att USA grundades på missuppfattningar och ser kvinnornas gener som + istället för X. Han anser även att de vita forskarna har minskat inflytande för tredje världen. Då Marge fick reda på att Stefane anser att giftermål är en form av slaveri lämnade hon honom.
Betsy Bidwell, avsnitt "Dial 'N' for Nerder".
Betsy Bidwell har vägt 181 kg, men blev smal genom att byta all fettproducerad mat som hon konsumerar mot en paprika. Hon har varit Homers viktcoach men misslyckades eftersom han fuskade med dieten som bestod av paprika.
Dwight David Diddlehopper (Steve Buscemi), avsnitt "I Don't Wanna Know Why the Caged Bird Sings".
Dwight är en brottsling som tillsammans med sin kumpan rånade Springfield First Bank där han behöll kunderna, som bland annat var Marge som gisslan. Han har inga vänner och hans mor lämnade honom på nöjesfältet Plaster Mountain Theme Park. Därför lovade Marge honom att hon skulle besöka honom i fängelset om han gav upp, vilket han gjorde. Då Marge inte kom på besök rymde han och kidnappade Marge och åkte till tivolit, där han tvingade henne till att umgås med honom under en dag. Efter att han lyckas nödstoppa Vikingbåtarna åkte han tillbaka in i fängelset. En kort stund senare kom Marge och resten av familjen och besökte honom i fängelset.
Donny (Topher Grace), avsnitt "The Debarted".
Donny bor på barnhemet Shelbyville Orphanage och fick i uppdrag av Seymour Skinner och Gary Chalmers att bli vän med Bart för att senare tjalla på honom. De lät honom börja i samma klass som Bart och Donny visade direkt att han är en tuff kille. Bart fick respekt för Donnie och blev vän med honom efter att han tog på sig skulden för att dåd som Bart gjorde. Då Bart förstod att Donny var en tjallare på uppdrag av Skinner och Chalmers bestämde han sig för att hämnas på dem. Hämnden stoppades i sista stund eftersom Skinner och Chalmers blev tipsad av Barts egna tjallare, Vaktmästare Willie. Då hämnden stoppades tyckte Donny synd om Bart och genomförde hämnden åt honom.
Julia (Maya Rudolph), avsnitt "The Homer of Seville".
Julia hjälpte Homer att fly från sina fans när han var en operasångare och blev då hans manager. Hon är attraherad av honom, men då Homer tröttnade på hennes romantiska påhopp avskedades hon. Julia försökte då döda Homer genom att gömma en kobra i hans cornflakespaket och efter det fick Homer ständig övervakning av polisen. Julia blev dirigent på Springfieldoperan och försökte skjuta en pil med dödligt gift under Homers uppträdande. Då Marge upptäckte att dirigent var Julia såg hon till att Julia fick sitt eget gift istället. Då polisen insåg att dirigenten var Julia började de skjuta och en kula lyckades träffa och klämma ut giftet. Hon har lovat att hämnas.
Colby Krause (Stephen Colbert), avsnitt "He Loves to Fly and He D'ohs".
Colby är en livscoach som Marge anställde med hjälp alla sina besparingar för få Homer att få ett bättre jobb. Han har studerat söder om Harvard. När han coachade Homer fick han honom att bli lika duktig som när han är då han bowlar och hjälpte senare honom landa ett privatplan.
Louie (Matt Dillon), avsnitt "Midnight Towboy".
Louie driver en bärgningsfirma i Guidopolis och sålde en bärgningsbil till Homer för 500 dollar, mot att han själv inte bärgade bilar i Guidopolis. Då Homer av misstag bärgade en bil i Guidopolis kidnappade han honom, och räddades senare av Maggie.
Robert Terwilliger Sr. (John Mahoney), avsnitt "Funeral for a Fiend".
Robert är far till Sideshow Bob och försökte hjälpa honom att döda Bart efter att han injicerat ett medel i Sideshow Bob som simulerar att han inte får någon puls. Robert är utbildad doktor, och efter att mordförsöket avslöjades hamnade han i fängelset.
Norbert "Zack" Van Houten (Hank Azaria), avsnitt "Little Orphan Millie".
Zack är farbror till Milhouse och bor i Solvang. Varje jul skickar han smörkakor till Milhouse och härstammar från Danmark. Då Milhouses föräldrar försvann under en båtresa kom Zack för att hämta Milhouse och börja ta hand om honom men planerna ändrades då de återförenades på en öde ö under en luftballongsresa med Milhouse och Bart.
Alberto (Hank Azaria), Ruthie (Pamela Hayden) och Sylvia (Tress MacNeille), avsnitt "Dangerous Curves".
För fem år sedan var Homer och Marge ute på en utflykt med Patty och Selma och fick motorstopp och hamnade på en fest. Homer träffade där Sylvia som blev förälskad i honom och de tog in på motellet Kozy Kabins. Marge träffade där europén Alberto som äger ett glidflygplan. Alberto blev förälskad i Marge och de tog samtidigt in på Kozy Kabins. Varken Marge eller Homer visade något intresse av Sylvia eller Alberto och då de upptäckte att de båda var på samma motell och försökte gömma undan sin nya partner råkade de stänga in de båda i samma koffert. I kofferten blev Alberto och Sylvia förälskade. De gifte sig och fick dottern Ruthie. Alberto och Syliva träffade Marge och Homer igen på samma motell och historien om deras hemliga kärleksaffär uppdagades då.
Bashir bin Laden (Tress MacNeille), Mina bin Laden (Shohreh Aghdashloo) och Mr. bin Laden (Hank Azaria), avsnitt "Mypods and Boomsticks".
Familjen bin Laden är muslimer och flyttade till Springfield från Jordanien. Bashir är son till Mina och Mr. bin Laden och vän med Bart Simpson. Mr. bin Laden jobbar som sprängningsansvarig. Homer Simpson blev misstänksam över vad familjen hade för avsikter med emigreringen till USA efter ett besök på Moe's Tavern och försökte förgifta dem. Då han var på väg till familjen för att be om ursäkt tjuvlyssnade han delvis på ett samtal men missade viktiga delar vilket gjorde att han trodde att de skulle genomföra ett terrordåd.
Vance Connor (Hank Azaria), avsnitt "Take My Life, Please".
Vance är tio dagar yngre än Homer Simpson och gick på Springfield High School tillsammans med honom. I skolan var han populär och blev vald till skolans elevrådsordförande efter att rektorn, Harlan Dondelinger riggat valet till nackdel för Homer Simpson. Som vuxen fick han en tavla på Springfield Wall of Fame efter att han blivit en av de framgångsrikaste i Springfield. Han har donerat en njure till Lenny Leonard och en till Carl Carlson.
Patrick Farally (Harry Shearer), avsnitt "Sex, Pies and Idiot Scrapes".
Patrick äger det erotiska konditoriet "Au Naturel" och efter att han räddade Marge Simpson cupcakes från rännstensungar anställde han henne som sin nya bagare. Innan Marge anställdes gjorde han istället om andra tårtor.
Juliet Hobbes (Emily Blunt), Mr. Hobbes och Mrs. Hobbes, avsnitt "Lisa the Drama Queen".
Familjen Hobbes flyttade till Springfield efter att fadern i familjen fått jobb på Springfield University som doktorand. Han har även fått John Grisham-stipendiet. Juliet studerar på Tuition Academy och blev vän med Lisa efter att hon träffat henne på Springfield Recration Center. Liksom Lisa gillar Juliet artisten Josh Groban och tillsammans skrev de ihop en berättelse om landet Equalia. Juliet bråkar ofta med sin pappa och övertalade Lisa att följa med henne till den nerlagda restaurangen Clam-Elot. Restaurangen visade sig vara ett gömställe för Dolph, Kearney och Jimbo och när de upptäcktes blev de instängda i varsin bur. Kearney fick uppdraget att vakta Juliet och Lisa och de började tänka på landet Equalia. Kearney blev intresserad av deras berättelse och släppte dem fria. Då Dolph och Jimbo kom tillbaka började de slå Kearney och Juliet och Lisa flydde. Lisa ville inte fortsätta skriva om landet Equalia då hon ville leva i den verkliga världen. Juliet kunde inte acceptera Lisas ideal och vänskapen med Lisa upphörde.
Steve Mobs (Hank Azaria), avsnitt "Mypods and Boomsticks".
Steve är VD för Mapple. Han avskedades för tio år sedan från sin post men är idag tillbaka på posten. Han anställde Lisa Simpson efter att hon inte hade råd att betala sin Mybill.
Noah, avsnitt "Father Knows Worst".
Noah är en toppelev på Springfield Elementary och har högsta betyg i alla ämnen, eftersom hans mamma hjälper till i skolan som helikopterförälder. Noahs mamma misstänker att Bart kommer att bli Noahs chaufför.
Tom O'Flanagan (Colm Meaney), avsnitt "In the Name of the Grandfather".
Tom var ägare Tom O'Flanagan's Pub i Dunkilderry i Irland som var Abraham Simpsons favoritpub då han var stationerad där under andra världskriget. Efter att man infört rökförbud på restauranger i Irland blev puben impopulär och han började ägna sig åt att titta på inspelningar av hästkapplöpningar. När familjen Simpson kom över för att besöka baren på 2000-talet sålde han baren till Farfar och Homer Simpson som bytte namn på puben till "Simpson & Son Pub".
Debbie Pinson (Tress MacNeille), avsnitt "Take My Life, Please".
Debbie gick på Springfield High School samtidigt som Homer och var populär bland killarna. Hon blev förlovad med skolans quarterback. Hon försökte dejta Homer Simpson i avsnittet Homer to the Max, dock varken såg man eller hörde man henne då.
Sven (Harry Shearer), avsnitt "Coming to Homerica".
Sven flyttade från Ogdenville till Springfield där han hjälpte till att rensa familjen Simpsons avlopp. När han rensade avloppet skadade han sig och fick besöka "Springfield Sykehus" och hjälpte senare till att bygga den nya stadsmuren.
Thor Bjorn (Dan Castellaneta), avsnitt "Coming to Homerica".
Thor flyttade från Ogdenville till Springfield där Selma Bouvier anlitade honom för att döda mullvadar. Thor blev senare ihop med Selma.
Devon Woosterfield (Tress MacNeille), Quenley Woosterfield, Simon Woosterfield (Nancy Cartwright), avsnitt "Double, Double, Boy in Trouble".
Familjen Woosterfield är rika och äger både ett hotell och en arena. Devon och Quenley bor ihop med sin halvbror Simon eftersom de har samma pappa. Under ett besök på herrtoaletten träffar Simon på Bart Simpson och de upptäcker att de liknar varandra och de bestämmer sig för att byta liv. Simon flyttar in till familjen Simpson och uppskattar inte från början livet som Bart har men ändrar sig men blir påkommen av Lisa Simpson och han väljer att berätta sanningen. Devon och Quenley har ett bra syskonförhållande och försöker ta livet av Bart när han var utklädd till Simon under en skidresa i Aspen. De har också försökt stänga in Bart då han var utklädd till Simon i familjens mausoleum. Joe Mantana brukar ofta stå som staty i Simons rum eftersom familjen skänker en miljon dollar till det amerikanska fotbollslaget, "Notre Dame" varje dag som han står som staty i Simons rum. Milhouse har varit förälskad i Quenley och hon har även bjudit sin helbror på en "troligen förgiftad" potatis. Simons butler heter Chester och han äger också familjens enda Lipizzaner, Shadowfax.
Nigel Bakerbutcher (Eddie Izzard), avsnitt "To Surveil With Love".
Nigel har gjort London till världens mest övervakade stad och äger företaget Orwell Security som fick i uppgift av Joe Quimby att installera övervakningskameror i Springfield. Marge anser att hans röst påminner om Paddington Bear.
Ricardo Bomba (Hank Azaria), avsnitt "Million Dollar Maybe".
Ricardo beskrivs som en man som alla kvinnor vill ha och är som alla män vill vara. Ricardo blev det vinnande bidraget i tävlingen Best. Character. Ever. och skapades av Peggy Black från Orange, Connecticut. Till tävlingen skickades det in över 25 000 bidrag under tiden som tävlingen pågick mellan 16 och 24 oktober 2009.
Chet Englebrecht, avsnitt "The Great Wife Hope".
Chet Englebrecht är grundare och ordförande för kampsporten Ultimate Punch Kick and Choke Championships. Då Marge försökte få honom att lägga ner kampsporten utmanade han henne på en omgång, med priset att han skulle lägga ner sporten om hon vann. Utmaningen resulterade i en seger för Marge. Han väger 68 kg och slåss mot vem som helst förutom mot en man i samma storlek.
Bonnie Flanders, Connie Flanders och Ted Flanders, avsnitt "The Bob Next Door".
Bonnie och Connie är döttrar till Ted som är kusin till Ned Flanders. De flyttade in som nya grannar till familjen Simpson efter att Sideshow Bob utklädd till Walt Warren hamnade i fängelset.
Marshall Goldman (Hank Azaria), avsnitt "Thursdays with Abie".
Marshall är en collegestudent som jobbar som journalist på Springfield Shopper. Han träffade Abraham Simpson på Wet 'N Wacky World och började bli intresserad av honom och började göra återkommande intervjuer med honom. 
Abraham ansåg att han var mer en son än Homer var och Homer ansåg att han var mer som en far än Abraham var för honom. Tillsammans med Abraham beställde de en tågresa med Tinseltown Starliner-tåget där han tänkte döda Abraham för att vinna Pulitzerpriset, men eftersom Homer hade gjort intrång på hans konor och upptäckt planen lyckades han förhindrade honom för att döda honom.
Andrew "Andy" Hamilton (Jonah Hill), avsnitt "Pranks and Greens".
Andy är 19 år och författare för The Krusty The Clown Show. Han bodde tidigare hos sin mamma, men har idag flickvän och bor på Bonerway. Andy var under sin uppväxt den värsta buspojken på Springfield Elementary och fortsatte att busa tills han träffade Bart Simpson som övertalade Krusty att anställa honom. Andy jobbade först som Krustys andra assistent, men slutade då han inte orkade med arbetet men återanställdes med hjälp av Bart.
Jakob (Sacha Baron Cohen), avsnitt "The Greatest Story Ever D'ohed".
Jakob har bott i London och är idag en engelsktalande judisk guide i Israel. Jakob har dödat tre ugandier med ett gevär i Entebbe.
Joyce, avsnitt "The Bob Next Door".
Joyce jobbar på Gas and Drub och blev först förälskad i Sideshow Bob i form av Walt Warren och senare i Walt Warren i form av Sideshow Bob. Hon lurade familjen Simpsons att den riktiga Sideshow Bob åkt till Mexiko.
Kevin, avsnitt "Stealing First Base".
Kevin är en fjärdeklassare på Springfield Elementary som är blind. Han anser sig själv inte vara annorlunda och blev vän med Nelson Muntz efter att de tillfälligt blev bänkkamrater. Nelson lärde honom hur man skämtar med andra och blev till slut bättre är han själv.
Lyle McCarthy (Seth Rogen), avsnitt "Homer the Whopper.
Lyle är en personlig tränare och haft Homer Simpson, Angelina Jolie, John Travolta och Jerry Ferrara som kunder. Han brukar lura sina kunder att han hatar alla andra som har coachar förutom dem han coachar vid tillfället. Han brukar coacha varje kund bara under en kort period så att han tjänar mer pengar genom att låta dem bli otränade igen.
Megan, avsnitt "To Surveil With Love".
Megan är med i debattlaget på Springfield Elementary och anser att blondiner är dumma och genom den övertygelsen vann hon den första duellen mellan henne och Lisa Simpson.
Gator McCall (Hank Azaria), avsnitt "Once Upon a Time in Springfield".
Gator jobbar som headhunter på kärnkraftverket i Capital City och besökte Springfield för att anställa Homer Simpson, Lenny Leonard och Carl Carlson efter att Springfields kärnkraftverk dragit in de fria munkarna. 
Mr McKenna, Madison McKenna (Tress MacNeille) och Nikki McKenna (Sarah Silverman) avsnitt "Stealing First Base". 
Nikki går i den andra fjärdeklassen på Springfield Elementary och är kär i Bart, något som hon inte vill erkänna för honom eller andra. Hon åker skateboard och har kysst Bart flera gånger men vill få Bart att glömma kyssarna då hon inte vill att andra ska få för sig att hon gillar honom. Nikki fick sin första kyss av Bart på skolgården vilket hon inte uppskattade. De träffades som bänkkamrater, och hon började uppskatta Bart då han tilläts rita en teckning föreställande en vampyr på hennes arm. Strax efter att Nikki erkänt att hon älskar Bart (i tron att han var död) gav hon honom hjärt-lungräddning.
Mr och Madison McKenna är föräldrar till Nikki och fick Springfield Elementary under en period att införa ett förbud för eleverna att röra varande efter att Bart kysste Nikki. Om inte regeln infördes skulle de stämma skolan. Mr McKenna jobbar som åklagare och Madison McKenna jobbar som advokat.
Penelope Mountbatten Habsburg Hohenzollern Mulan Pocahontas, (Anne Hathaway), avsnitt "Once Upon a Time in Springfield".
Penelope fick rollen som Princess Penelope i Krusty the Clown Show efter svikande tittarsiffror hos kvinnorna. Penelope har älskat Krusty sedan hon var tolv år och förlovade sig med Krusty, som senare lämnade henne vid altaret. Penelope flyttade till Paris och började en musikkarriär, där hon åter träffade Krusty och de blev ett par igen.
Eliza Simpson (Yeardley Smith), avsnitt "The Color Yellow".
Eliza är dotter till Hiram och Mabel Simpson och försökte hjälpa slaven Virgil att fly från Colonel Burns, år 1860. Eliza gav upp då Burns övertalat henne att flickor bara ska skriva dagböcker, en dagbok som hittades på vinden av Lisa. Hon blev 100 år år 1952, och det enda som hon ångrar i sitt liv är att hon lydde Burns. Troligen gifte hon sig sedan med Milford Van Houten.
Hiram Simpson (Dan Castellaneta), avsnitt "The Color Yellow".
Hiram är far till Eliza och ex-make till Mabel Simpson. Hiram övertalades att få ett par skor mot att han gav tillbaka slaven Virgil till Burns.
Mabel Simpson (Julie Kavner), avsnitt "The Color Yellow".
Mabel är mor till Eliza och Abraham Simpson Sr, ex-fru till Hiram. Mabel flydde från Springfield och gifte sig i Kanada med slaven Virgil efter att Burns försökt få Virgil att återgå till slaveriet.
Virgil Simpson (Wren T. Brown), avsnitt "The Color Yellow".
Virgil är make till Mabel och far till Abraham Simpson Sr. Han jobbade som slav till Colonel Burns tills Eliza Simpson försökte hjälpa honom att fly från slaveriet. Då Eliza misslyckades flydde han med Mabel till Kanada där han gifte sig med henne.
Milford Van Houten (Pamela Hayden), avsnitt "The Color Yellow".
Milford upptäckte att Eliza övertalades av Burns att ge upp kampen mot slaveriet och skrev ner det i sin dagbok som hittades av Milhouse Van Houten. Dagen efter blev han blind. Som vuxen gifte han sig troligen med Eliza Simpson.
Zachary Vaughn (Hank Azaria), avsnitt "Bart Gets a "Z"".
Zachary är en lärare som fick ett vikarie jobb på Springfield Elementary där han ersatte Edna Krabappel direkt efter att han tagit examen från Tufts University. Han brukar kommunicera med sina elever med Facebook, SMS och Twitter. Han blev avskedad efter att han blev berusad då han testade att hälla vodka i sin engergidryck.
Walt Warren (Hank Azaria), avsnitt "The Bob Next Door".
Walt var en fängelsekund på Springfield Penitentiary och skulle släppas ut i förtid. Han var Sideshow Bobs cellkamrat. Under fängelsetiden utförde Sideshow Bob i fängelsets sjukhusavdelning en plastikkirurgi där han bytte ansikte med Walt. Det resulterade i att Sideshow Bob blev frisläppt istället för Walt. Efter plastikkirurgin hade Walt svårt att prata och i tron att han var Sideshow Bob placerades han i en madrasserad cell där han försökte varna genom att skriva "Bart Simpson Will Die (Bart Simpson Kommer Att Dö)" men texten misstolkades. Walt lyckades rymma från fängelset och kontaktade familjen Simpsons som trodde att han var Sideshow Bob tills han bevisade att han har små fötter. Efter att han rymde lyckades han komma ikapp Sideshow Bob vid "Five Corners" och rädda Bart Simpson.
Dahlia Brinkley (Tress MacNeille), avsnitt "MoneyBART".
Dahlia är en nyexaminerad elev från Yale University och är den enda forna eleven från Springfield Elementary School som kommit in på ett toppuniversitet. När hon gick i tvåan ledde hon skolans första hjälpen-klubb, bågskytteklubben, cirkusverksamhet, skol-TV och var en av skolans korridorsvänner.
Cregg Demon med son, avsnitt "The Great Simpsina".
Cregg Demon är en illusionist som inte är speciellt uppskattad av andra kända illusionister. Hans son lurade Lisa att berätta lösningen för ett av Houdinis största trick. Han tänkte framföra det på världsmästerskapet men misslyckades med tricket efter att David Copperfield, Ricky Jay och Penn och Teller bytt ut hans utrustning. Han räddades från döden av Harvey Raymondo och bestämde sig för att flytta till Kanada och ställa upp i deras parlamentsval.
Ethan (Jemaine Clement) och Kurt Hardwick (Bret McKenzie), avsnitt "Elementary School Musical".
Ethan och Kurt är två goda vänner som bor i Sprooklyn där de jobbar som konstnärer och på snabbköpsrestaurangen "Sprubway". De är fattiga och har ingen värme i sin lägenhet och äter mackorna som de tappar i golvet. De brukar uppträda i klubben "Dregs" och var ledare för artistlägret " Expressions" där de träffade Lisa. De tror att Lisa lärde dem mer än vad de lärde henne.
Calliope Juniper (Kristen Wiig) och Melody Juniper (Alyson Hannigan), avsnitt "Flaming Moe".
Calliope Juniper blev musikvikare på Springfield Elementary efter att Dewey Largo hittat kärleken. Hon själv är skild och blev kär i Seymour Skinner. Hennes dotter Melody är kär i Bart Simpson och Seymour utnyttjade det för att komma nära Calliope mot att Bart fick flera veckors extra lov. Efter att Bart sagt att han inte kär i Melody blev hon förkrossad och familjen flyttade från Springfield tillsammans med Skinner. Skinner lämnade henne efter tre månader. 
Dr. Kissingher, avsnitt "The Blue and the Gray".
Dr. Kissingher är en relationsexpert, han hjälper män att dejta tjejer. Moe träffade honom dagen efter alla hjärtans dag på hans seminarium på Springfield Airport Motor Lodge. Han tipsade Moe att när han ska gå ut och dejta ska han ta med en oattraktiv kompis. Han har även skrivit boken "From loser to user" som Moe använde då han dejtade.
Harvey Raymondo (Martin Landau), avsnitt "The Great Simpsina".
Harvey Raymondo är en pensionerad illusionist som var gift med sin assistent Esther tills hon dog och de fick aldrig några barn, fast de försökte. Efter att han träffade på Lisa anlitade han henne som sin assistent och lärde henne sina bästa trick eftersom han ville låta hans trollkonster gå i arv till någon.
Grizzly Shaun, avsnitt "Flaming Moe".
Grizzly är homosexuell och blev intresserad av Moe Szyslak efter att han gjort om barnen och försökte få honom att följa med flera evenemang för bögar i tron att Moe var homosexuell.
Taffy (Kristen Schaal), avsnitt "Homer Scissorhands".
Taffy är en femteklassare på Springfield Elementary School som började dejta Milhouse efter att Lisa tackat nej till bli hans pojkvän. Efter att de börjat dejta tyckte Lisa att det var konstigt att hon var intresserad av Milhouse och hon fick dem att avbryta deras förhållande.
Dr. Thurston (Rachel Weisz), avsnitt "How Munched is That Birdie in the Window?".
Dr. Thurston är en psykolog som tar emot både barn och djur samt tar bort tatueringar. Homer, Marge, Bart och Santa's Little Helper besökte hennes klinik efter att hunden ätit upp fågeln Raymond. Dr. Thurston föreslog att man skulle ge bort Santa's Little Helper.
Dr. Zander  (Paul Rudd), avsnitt "Love is a Many-Strangled Thing".
Dr. Zander är en terapeut som Marge anlitade för att få Homer att bli en bättre fader. Han fick Homer att sluta strypa sin son Bart. En tid senare när Marge sökte upp honom hade han flyttat till ett läger för fattiga och hon tvingade honom att förbättra Homers relation med Bart som blivit sämre efter att Bart börjat mobba sin far. Efteråt stämde Homer och Bart honom på allt han ägde vilket var hans bostad, ett ihåligt träd.
Russ Cargill (A. Brooks) är VD för Environmental Protection Agency och har gått på Harvards finanslinje. Efter att Homer förorenat Lake Springfield upptäckte EPA att det fanns mutanter i Springfield och Russ kontaktade president Arnold Schwarzenegger. Hans firma anlitades till att bygga glaskupolen över Springfield som presidenten beslutade skulle användas. Han lurade sen Arnold Schwarzenegger till att spränga Springfield så att en ravin bildades. Han fick tag i Marge och barnen då de kom till Seattle och tvingade dem att återvända till Springfield. Efter att kupolen förstörts träffade han Homer och Bart på toppen av Springfield Gorge och planerade skjuta ihjäl dem båda med ett gevär men svimmade då Maggie kastade en sten på hans huvud. På DVD-utgåvan finns borttagna scener med andra utseenden och skisser på honom. Från början skulle istället Homer och Bart räddas av Arnold Schwarzenegger som skulle slå honom med en kvist.
Colin (Tress MacNeille) har flyttat till Springfield från Irland. Hans far är musiker och Lisa trodde från början att han var Bonos son. Han spelar piano, gitarr, trumpet, trummor och bas. Lisa blir förälskad i honom då han också är intresserad av miljön. Efter att Lisa hamnat utanför kupolen skrev han en kärlekssång till henne, tidigare försökte han ge henne en bukett med blommor men Carl Carlson satte eld på buketten. Colin är Yeardley Smiths favorit av Lisas pojkvänner och på DVD-utgåvan finns tidiga skisser på honom. Tidigare namn på Colin var också Dexter, Adrian och Kyle.
1. ↑  Kirkland, Mark. (2003). Commentary for "Burns Verkaufen der Kraftwerk", in The Simpsons: The Complete Third Season [DVD]. 20th Century Fox.
2. ↑  Commentary for "Stark Raving Dad", in The Simpsons: The Complete Third Season [DVD]. 20th Century Fox.
3. ↑  Anderson, Mike B.; Dean Moore, Steven; Moore, Rich; Silverman, David. Audio Director's commentary. [DVD]. 20th Century Fox
4. ↑  The Simpsons The Complete Eighth Season DVD animation commentary for the episode "Homer vs. The Eighteenth Amendment". [DVD]. 20th Century Fox.
5. ↑  (2006). The Simpsons The Complete Eighth Season DVD commentary for the episode "The Itchy & Scratchy & Poochie Show". [DVD]. 20th Century Fox.
6. ↑  Hauge, Ron. The Simpsons season 9 DVD commentary for the episode "Dumbbell Indemnity". [DVD]. 20th Century Fox
7. ↑  The Simpsons The Complete Ten Season DVD commentary for the episode "Sunday, Cruddy Sunday". [DVD]. 20th Century Fox.
8. ↑   The Simpsons season 11 DVD commentary for the episode "E-I-E-I-(Annoyed Grunt)". [DVD]. 20th Century Fox
9. ↑  Selman, Matt. The Simpsons The Complete Twelfth Season DVD commentary for the episode "Lisa the Tree Hugger". [DVD]. 20th Century Fox
10. ↑  Associated Press. ”'Simpsons' character contest winner is the Bomba”. New York Post. https://nypost.com/2009/11/19/simpsons-character-contest-winner-is-the-bomba/.
11. 1 2 3  Brooks, James L.; Groening, Matt; Jean, Al; Scully, Mike; Silverman, David; Castellaneta, Dan; Smith, Yeardley. Audio commentary. [DVD]. 20th Century Fox

- Lista över rollfigurer i Simpsons